# Antoni Kopaczewski (żołnierz)
Antoni Kopaczewski, ps. „Lew” (ur. 25 maja1918 w Majdanie Brzezickim, zm. 8 września 1946 w Ignasinie) – polski wojskowy, żołnierz Armii Krajowej, partyzant antykomunistyczny. Ojciec Antoniego Kopaczewskiego.

## Życiorys
W roku 1937 ukończył Szkołę Podoficerów Piechoty dla Małoletnich w Nisku i do roku 1938 pełnił służbę w Wojsku Polskim. We wrześniu 1939 r. wziął udział w walkach obronnych w szeregach 43. Pułku Strzelców im. Legionu Bajończyków. Po wybuchu wojny zaangażował się w działalność konspiracyjną. Antoni Kopaczewski w okresie okupacji należał do AK, gdzie był dowódcą plutonu żandarmerii. W 1945 roku wstąpił do WiN, gdzie został podkomendnym mjr. Hieronima Dekutowskiego ps. „Zapora”.
Jesienią 1946 roku oddziały MO oraz funkcjonariusze Ministerstwa Bezpieczeństwa Publicznego przeprowadzili obławę na oddział „Lwa”, w której zginęli: Antoni Kopaczewski „Lew”, Józef Dziachan „Pościgowy”, Władysław Sampolski „Aniołek”, Wincenty Kisielewski „Lipa”, Stanisław Pędrak „Poleszuk”, Tadeusz Dziachan „Leśny”. Oprócz partyzantów śmierć poniosła rodzina Helena i Stanisław Dziachan (z czteroletnią córką Anną), u której ukrywali się partyzanci.